# Vliegbasis Bierset

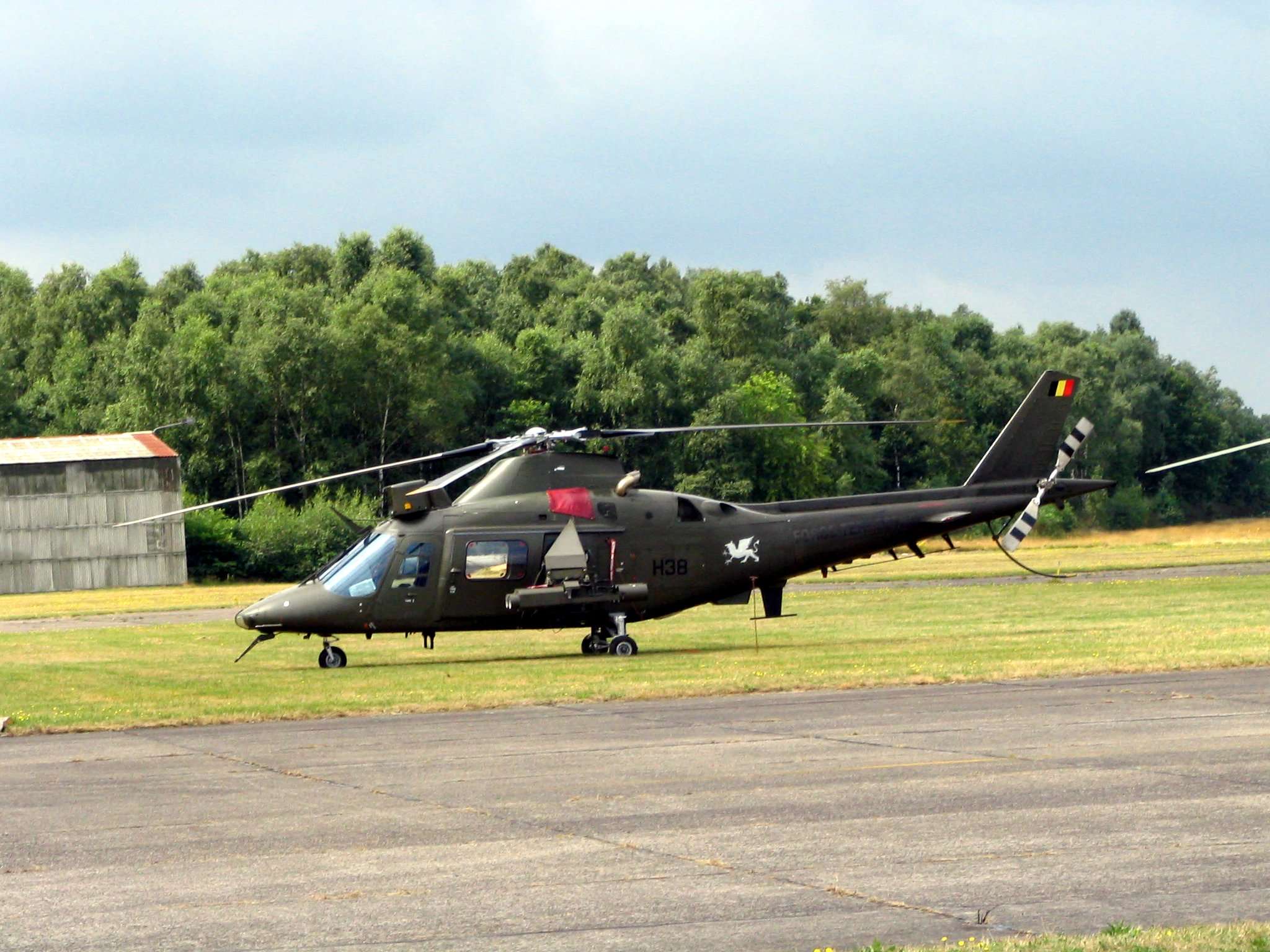
Anti-tankhelicopter van Wing heli

De Vliegbasis Bierset (Frans: Base aérienne de Bierset) is een vliegbasis te Bierset.
De vliegbasis wordt enkel nog gebruikt voor de simulator van de A109 Agusta. Deze wordt bemand door slechts enkelen militairen en burgers.

## Geschiedenis
De vliegbasis Bierset werd in 1914 tijdens de Eerste Wereldoorlog in gebruik genomen door de Duitse bezetter. Het was voornamelijk een plaats waar vliegtuigen werden gerepareerd, en een steunpunt tussen Duitsland en het front. Na de bevrijding werd de basis in 1920 in gebruik genomen door de Belgische luchtmacht. De eerste vliegtuigen arriveerden in 1922, het waren de typen DH.4 en DH.9 van De Havilland. In 1928 kwamen er vliegtuigen van het type Br.19 van Breguet en in 1935 ook R.31's van Renard. In 1940 arriveerde er de eerste helikopter. Aan de vooravond van de Tweede Wereldoorlog was Bierset de hoofdbasis van het 1ste Luchtvaartregiment.
Niet veel later werd de basis bezet door de Duitse bezetter, die er weinig activiteiten ontplooide doch de kazerne in gebruik nam. In 1944 werd de basis aangevallen door de verzetsgroep Refuge Saumon, en niet veel later bezet door de Amerikanen. Het werd door hen gebruikt als een aanvoerlijn voor brandstof.
In 1946 kreeg de basis een civiele bestemming, als vliegveld voor binnenlandse Sabena-vluchten. Hieruit zou, in 1957, de Luchthaven van Bierset voortkomen.
In 1950 werd begonnen met de aanleg van een NAVO-vliegbasis, geschikt voor modernere vliegtuigen. Deze werd in 1953 in gebruik genomen. Sindsdien zijn er tal van activiteiten op deze militaire basis geweest.
De vliegbasis bestaat momenteel uit twee gedeeltes die worden gescheiden door Rue de Velroux. Op deze vliegbasis was onder meer de Wing heli van de Belgische Luchtcomponent gevestigd (voorheen onderdeel van de Belgische Landmacht). Op deze vliegbasis werden Augusta A-109BA helikopters gestationeerd die werden gebruikt voor antitankmissies, observatie, medische evacuatie en nationale ondersteuning. Tevens waren er nog enkele SA 318 Alouette II helikopters gestationeerd. De Wing heli werd in 2009 overgebracht naar de Vliegbasis Bevekom.